# Jean Serurier
Jean Serurier, francoski maršal, * 1742, † 1819.